# Девід Брюстер
Сер Де́від Брю́стер (англ. Sir David Brewster; 11 грудня 1781 — 10 лютого 1868) — шотландський фізик, член Лондонського королівського товариства (1815), президент Королівського товариства Единбурга (1864).

## Біографічні відомості
Народився в місті Джедбург 11 грудня 1781 року. Вивчав теологію в Единбурзькому університеті, прийняв сан священика і став одним із засновників Вільної шотландської церкви. Був фармацевтом, потім доктором права й адвокатом, але вже з 1801 року став займатися фізикою, якій потім — і переважно оптиці — присвятив своє життя. Згодом він був професором фізики і, нарешті, ректором Единбурзького університету.
Спеціалізувався на вивченні оптичних явищ, передусім спектральних і поляризаційних. Відкрив у 1815 році зв'язок між показником заломлення діелектрика і кутом падіння світла, за якого відбите від поверхні діелектрика світло є повністю поляризованим (Закон Брюстера). Вивчав поглинання світла, відкрив подвійне променезаломлення у середовищах зі штучною анізотропією, спостерігав при цьому колову поляризацію (1815), відкрив існування двовісних кристалів (1818). У 1817 році винайшов калейдоскоп, розробив метод отримання інтерференції від краю, удосконалив стереоскоп (1949).
Є автором біографії Ісаака Ньютона.
У 1830 році науковця було нагороджено Королівською медаллю Лондонського королівського товариства.
Сер Девід Брюстер помер 10 лютого 1868 року в рідних місцях і був похований в абатстві Мелроуз, поряд зі своєю першою дружиною та другим сином.

## Вшанування пам'яті
На честь Брюстера названо мінерал брюстерит — складний алюмосилікат кальцію, стронцію, барію.
Його ім'я носить невеликий місячний ударний кратер на північній околиці Затоки Любові на поверхні Місяця.
На честь Девіда Брюстера названо астероїд головного поясу 5845 Девідбрюстер.
Вулиця в комплексі Kings Buildings (наукові будівлі, пов'язані з Единбурзьким університетом) була названа в його пам'ять у 2015 році.

## Публікації
- Brewster's (1831) "On a new analysis of solar light, indicating three primary colours, forming coincident spectra of equal length, " [Архівовано 18 квітня 2020 у Wayback Machine.] Transactions of the Royal Society of Edinburgh, vol. 12, p. 123–136. — digital facsimile from the Linda Hall Library[en]
- Brewster's (1834) "On the colours of natural bodies, " [Архівовано 29 жовтня 2020 у Wayback Machine.] Transactions of the Royal Society of Edinburgh, vol. 12, p. 538–545. — Linda Hall Library
- Brewster's (1835) A treatise on optics [Архівовано 21 жовтня 2020 у Wayback Machine.] — Linda Hall Library
- Letters on Natural magic Addressed to Sir Walter Scott From the Rare Book and Special Collection Division at the Library of Congress.